# Feuerdrache (Achterbahn)
Feuerdrache im Legoland Deutschland (Günzburg, Bayern, Deutschland) ist eine Stahlachterbahn vom Modell Force Five des Herstellers Zierer Rides, die 2002 eröffnet wurde. Sie ist eine von sieben Achterbahnen des Modells von Zierer. Die anderen sechs Achterbahnen stehen in den Legoland Parks Malaysia, Korea, Dubai, Japan, New York und Shanghai des Betreibers Merlin Entertainment.
Die Bahn selbst ist eine Kombination aus Achterbahn und Dark Ride. Die 860 m lange Strecke, bei der es sich eigentlich um eine von Werner Stengel abgeänderte Version des Force-Two-Modells handelt, erreicht dabei eine Höhe von 16 m. Die Züge erreichen eine Höchstgeschwindigkeit von 56,5 km/h.

## Züge
Feuerdrache besitzt drei Züge mit jeweils zehn Wagen. In jedem Wagen können zwei Personen (eine Reihe) Platz nehmen. Die Fahrgäste müssen mindestens 1,20 m groß sein (in Begleitung eines Erwachsenen 1,10 m), um mitfahren zu dürfen.

## Zwischenfälle
Am 11. August 2022 kam es zu einem Unfall, als zwei Züge aufeinander auffuhren. Dabei wurden 31 Personen verletzt, eine davon schwer.